# リヒャルディス・カタリーナ・フォン・メクレンブルク
リヒャルディス・カタリーナ・フォン・メクレンブルク（ドイツ語：Richardis Katharina von Mecklenburg, 1370/2年 - 1400年）は、スウェーデン王女、メクレンブルク公女。神聖ローマ皇帝カール4世の息子ゲルリッツ公ヨハンと結婚した。

## 生涯
リヒャルディスはメクレンブルク公アルブレヒト3世（スウェーデン王アルブレクト）とリヒャルディス・フォン・シュヴェリーンの娘である。1388年にプラハにおいて、神聖ローマ皇帝カール4世とエリーザベト・フォン・ポンメルンの息子モラヴィア辺境伯・ゲルリッツ公ヨハン（1370年 - 1396年）と結婚した。翌年、父アルブレヒトはスウェーデン王位を廃位された。
リヒャルディスは一人娘エリーザベトを産んだ。エリーザベトはルクセンブルク女公となったが、嗣子なく死去した。